# 安特里姆鎮區 (密歇根州)
安特里姆鎮區（英語：Antrim Township）是位於美國密歇根州夏厄沃西縣的一個行政鎮區。

## 地方資料
安特里姆鎮區的面積為94.90平方千米，當中陸地面積為92.00平方千米，而水域面積為2.90平方千米。根據2020年美國人口普查的數據，當地共有人口2116人，而人口密度為每平方千米22.3人。